# Copa Dorada de la SAFF 2009
La Copa Dorada de la SAFF 2009 fue la octava edición del hoy llamado Campeonato de la SAFF, torneo de fútbol a nivel de selecciones nacionales organizado por la Federación de fútbol del Sur de Asia (SAFF). Se llevó a cabo en la ciudad de Daca, en Bangladés, y contó con la participación de 8 seleccionados nacionales masculinos.
India —que participó del torneo con un seleccionado sub-23— y Maldivas reeditaron la final disputada el año anterior. Finalmente, el cuadro hindú se llevó el triunfo por medio de la definición por penales y alcanzó su quinta estrella en la competencia.

## Sede
Al igual que en el 2003 (año en que Bangladés albergó por primera vez la Copa Dorada de la SAFF), el Estadio Nacional Bangabandhu, ubicado en la ciudad de Daca, fue la única sede en la que se disputaron todos los partidos de la competición.
| Daca                         |
| ---------------------------- |
| División de Daca (UTC+06:00) |
| Estadio Nacional Bangabandhu |
| Capacidad: 36 000            |
|                              |

## Formato
Las 8 selecciones participantes fueron divididas en 2 grupos de 4 equipos cada una. Dentro de cada grupo, las selecciones se enfrentaron bajo el sistema de todos contra todos, a una sola rueda, de manera tal que cada una de ellas disputó tres partidos. Los puntos se computaron a razón de 3 —tres— por partido ganado, 1 —uno— en caso de empate y 0 —cero— por cada derrota.
Las dos selecciones de cada grupo mejor ubicadas en la tabla de posiciones final pasaron a las semifinales. En dicha instancia, el primero de una zona enfrentó al segundo de la otra en un solo partido. Los ganadores se cruzaron en la final, cuyo vencedor se consagró campeón.

## Equipos participantes
India participó con una selección sub-23.
| Equipos participantes | Equipos participantes | Equipos participantes | Equipos participantes |
| --------------------- | --------------------- | --------------------- | --------------------- |
| Afganistán            | Bután                 | Maldivas              | Pakistán              |
| Bangladés             | India U23             | Nepal                 | Sri Lanka             |

## Fase de grupos

### Grupo A
| Pos. | Equipo     | Pts. | PJ | G | E | P | GF | GC | Dif. | Clasificación |
| ---- | ---------- | ---- | -- | - | - | - | -- | -- | ---- | ------------- |
| 1    | Maldivas   | 7    | 3  | 2 | 1 | 0 | 6  | 2  | +4   | Semifinales   |
| 2    | India U23  | 6    | 3  | 2 | 0 | 1 | 2  | 2  | 0    | Semifinales   |
| 3    | Nepal      | 4    | 3  | 1 | 1 | 1 | 4  | 2  | +2   |               |
| 4    | Afganistán | 0    | 3  | 0 | 0 | 3 | 1  | 7  | −6   |               |

 Fuente: RSSSF
| 5 de diciembre de 2009 | Maldivas   | 1:1 (0:0) | Nepal   | Estadio Nacional Bangabandhu, Daca |  |
| 16:00 (UTC+6)          | Thariq 61' | Reporte   | Rai 68' |                                    |  |

| 5 de diciembre de 2009 | India          | 1:0 (0:0) | Afganistán | Estadio Nacional Bangabandhu, Daca |  |
| 18:00 (UTC+6)          | Lalpekhlua 86' | Reporte   |            |                                    |  |

| 7 de diciembre de 2009 | Maldivas                    | 3:1 (0:1) | Afganistán   | Estadio Nacional Bangabandhu, Daca |  |
| 16:00 (UTC+6)          | Thariq 52' · Ashfaq 69' 89' | Reporte   | Barakzai 30' |                                    |  |

| 7 de diciembre de 2009 | India           | 1:0 (1:0) | Nepal | Estadio Nacional Bangabandhu, Daca |  |
| 18:00 (UTC+6)          | S. K. Singh 18' | Reporte   |       |                                    |  |

| 9 de diciembre de 2009 | Afganistán | 0:3 (0:0) | Nepal                             | Estadio Nacional Bangabandhu, Daca |  |
| 16:00 (UTC+6)          |            | Reporte   | A. Gurung 55' 73' · B. Gurung 56' |                                    |  |

| 9 de diciembre de 2009 | Maldivas                | 2:0 (1:0) | India | Estadio Nacional Bangabandhu, Daca |  |
| 18:00 (UTC+6)          | Thariq 15' · Fazeel 82' | Reporte   |       |                                    |  |

### Grupo B
| Pos. | Equipo    | Pts. | PJ | G | E | P | GF | GC | Dif. | Clasificación |
| ---- | --------- | ---- | -- | - | - | - | -- | -- | ---- | ------------- |
| 1    | Bangladés | 7    | 3  | 2 | 1 | 0 | 6  | 2  | +4   | Semifinales   |
| 2    | Sri Lanka | 6    | 3  | 2 | 0 | 1 | 8  | 2  | +6   | Semifinales   |
| 3    | Pakistán  | 4    | 3  | 1 | 1 | 1 | 7  | 1  | +6   |               |
| 4    | Bután     | 0    | 3  | 0 | 0 | 3 | 1  | 17 | −16  |               |

 Fuente: RSSSF
| 4 de diciembre de 2009 | Sri Lanka     | 1:0 (1:0) | Pakistán | Estadio Nacional Bangabandhu, Daca |  |
| 16:00 (UTC+6)          | Gunaratne 23' | Reporte   |          |                                    |  |

| 4 de diciembre de 2009 | Bangladés                           | 4:1 (2:1) | Bután              | Estadio Nacional Bangabandhu, Daca |  |
| 18:00 (UTC+6)          | Das 11' · Haque 22' 51' · Ameli 72' | Reporte   | Dhendup 42' (pen.) |                                    |  |

| 6 de diciembre de 2009 | Sri Lanka                                                 | 6:0 (3:0) | Bután | Estadio Nacional Bangabandhu, Daca |  |
| 16:00 (UTC+6)          | Bandanage 7' 25' · Jayasuriya 39' 66' 78' · Gunaratne 90' | Reporte   |       |                                    |  |

| 6 de diciembre de 2009 | Bangladés | 0:0     | Pakistán | Estadio Nacional Bangabandhu, Daca |  |
| 18:00 (UTC+6)          |           | Reporte |          |                                    |  |

| 8 de diciembre de 2009 | Pakistán                                                   | 7:0 (5:0) | Bután | Estadio Nacional Bangabandhu, Daca |  |
| 16:00 (UTC+6)          | Essa 21' 54' · Ashraf 23' · Mehmood 28' 35' 66' · Khan 45' | Reporte   |       |                                    |  |

| 8 de diciembre de 2009 | Bangladés    | 2:1 (1:1) | Sri Lanka     | Estadio Nacional Bangabandhu, Daca |  |
| 18:00 (UTC+6)          | Haque 8' 64' | Reporte   | Bandanage 42' |                                    |  |

## Fase final
|  | Semifinales            | Semifinales    |                        |       | Final | Final |
|  |                        |                |                        |       |       |       |
|  | 11 de diciembre – Daca |                |                        |       |       |       |
|  |                        |                |                        |       |       |       |
|  | Maldivas               | 5              |                        |       |       |       |
|  | Maldivas               | 5              | 13 de diciembre – Daca |       |       |       |
|  | Sri Lanka              | 1              |                        |       |       |       |
|  | Sri Lanka              | 1              | Maldivas               | 0 (1) |       |       |
|  | 11 de diciembre – Daca |                | Maldivas               | 0 (1) |       |       |
|  |                        | India U23 (p.) | 0 (3)                  |       |       |       |
|  | Bangladés              | India U23 (p.) | 0 (3)                  | 0     |       |       |
|  | Bangladés              |                |                        | 0     |       |       |
|  | India U23              | 1              |                        |       |       |       |
|  | India U23              | 1              |                        |       |       |       |

### Semifinales
| 11 de diciembre de 2009 | Maldivas                                                  | 5:1 (1:0) | Sri Lanka     | Estadio Nacional Bangabandhu, Daca |  |
| 16:00 (UTC+6)           | Thariq 21' · Fazeel 63' 85' (pen.) · Ashfaq 76' · Ali 87' | Reporte   | Bandanage 62' |                                    |  |

| 11 de diciembre de 2009 | Bangladés | 0:1 (0:0) | India           | Estadio Nacional Bangabandhu, Daca |  |
| 19:30 (UTC+6)           |           | Reporte   | S. K. Singh 63' |                                    |  |

### Final
| 13 de diciembre de 2009 | Maldivas                          | 0:0 (t. s.)(1:3 p.)        | India                               | Estadio Nacional Bangabandhu, Daca |  |
| 19:00 (UTC+6)           |                                   | Reporte                    | S. K. Singh 63'                     |                                    |  |
|                         |                                   | Tiros desde el punto penal |                                     |                                    |  |
|                         | Fazeel · Thariq · Naseer · Ashfaq |                            | J. Singh · Franco · Chettri · Kumar |                                    |  |

## Campeón
|                              |
| Bandera de la India          |
| Campeón India U23 5.º título |

## Estadísticas

### Tabla general
| Pos. | Equipo     | Pts | PJ | PG | PE | PP | GF | GC | Dif. | Rend.  |
| ---- | ---------- | --- | -- | -- | -- | -- | -- | -- | ---- | ------ |
| 1    | India U23  | 10  | 5  | 3  | 1  | 1  | 3  | 2  | +1   | 66,66% |
| 2    | Maldivas   | 11  | 5  | 3  | 2  | 0  | 11 | 3  | +8   | 73,33% |
| 3    | Bangladés  | 7   | 4  | 2  | 1  | 1  | 6  | 3  | +3   | 58,33% |
| 4    | Sri Lanka  | 6   | 4  | 2  | 0  | 2  | 9  | 7  | +2   | 50%    |
| 5    | Pakistán   | 4   | 3  | 1  | 1  | 1  | 7  | 1  | +6   | 44,44% |
| 6    | Nepal      | 4   | 3  | 1  | 1  | 1  | 4  | 2  | +2   | 44,44% |
| 7    | Afganistán | 0   | 3  | 0  | 0  | 3  | 1  | 7  | -6   | 0%     |
| 8    | Bután      | 0   | 3  | 0  | 0  | 3  | 1  | 17 | -16  | 0%     |

### Goleadores
4 goles
- Enamul Haque
- Ahmed Thariq
- Channa Ediri Bandanage

3 goles
- Ali Ashfaq
- Ibrahim Fazeel
- Arif Mehmood
- Kasun Jayasuriya

2 goles
- Sushil Kumar Singh
- Anil Gurung
- Muhammad Essa
- Chathura Gunarathne

1 gol
- Hashmatullah Barakzai
- Jahid Hasan Ameli
- Prantosh Kumar Das
- Nawang Dendup
- Jeje Lalpekhlua
- Ashad Ali
- Bijaya Gurung
- Ju Manu Rai
- Reis Ashraf
- Shabir Khan